# Gert Olufsen Smitt

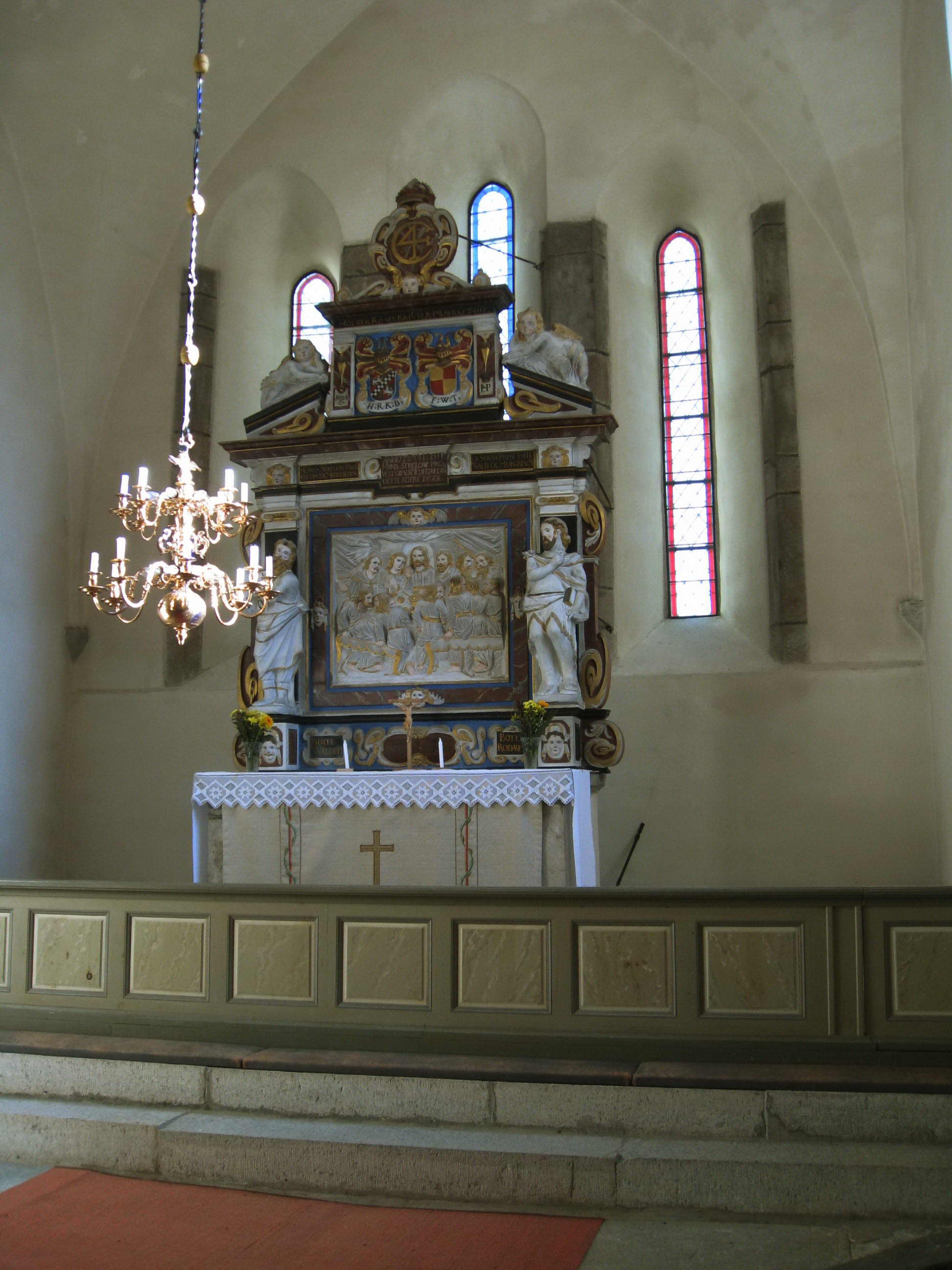
Altaruppsatsen i Hogräns kyrka.

Gert Olufsen Smitt (Smid), död efter 1640, var en gotländsk stenbildhuggare.
Han var far till bildhuggaren Jesper Gertsson Smitt. Han tillhörde en släkt där flera medlemmar var verksamma som stenhuggare på Gotland och i Holstein under 1600-talet. Han var troligen en av de stenhuggare som ansökte om tillstånd att överta ödegårdar på ön genom stenhuggarmätaren Peter van Eghen förmedling. Av arkivhandlingar vet man att han tillsammans med van Eghen och Peter Cran levererade sten till Viborgs slott. I motsats till van Eghen och Cran har inget konstnärligt bildhuggeriarbete med säkerhet knutits till  Smitt och hans stenhuggarsignatur är okänd. Richard Steffen har utan övertygande motivering knutit den osignerade altaruppsatsen i Hogräns kyrka samt de flankerade sidofigurerna Moses och Johannes döparen till van Eghens Nattvardsbild till  Smitt.